# Får (slægt)
Får (Ovis) er en slægt af planteædende drøvtyggere af middel størrelse. De vilde får lever i forskelligartede miljøer, og har været i stand til at tilpasse sig både varme og kolde områder, f.eks. middelhavsområdet, Sibirien og Alaska. De findes ofte i dag i bjergområder.

## Levevis
Vilde får findes oftest i kuperede eller bjergrige egne. De er ret små i forhold til andre hovdyr. Hos de fleste arter vejer udvoksede individer mindre end 100 kg. Deres føde består hovedsageligt af græsser såvel som andre planter og laver. Som andre skedehornede pattedyr gør deres fordøjelsessystem dem i stand til at leve af grove planter med ringe næringsindhold. Får har ikke brug for meget vand og kan leve i temmelig tørre miljøer.
Får er sociale dyr og lever i flokke. Dette hjælper dem til at undgå rovdyr og holde sig varme i dårligt vejr ved at klumpe sig sammen. Fåreflokke må hele tiden være i bevægelse, for at opsøge nye græsgange og mere gunstigt vejr, når årstiderne skifter. I hver flok findes et individ, sædvanligvis en vædder, der følges af de andre.

## Pels
Kroppen hos vilde får (og nogle racer af tamfår) er dækket af en tæt pels, der beskytter mod kulde. Pelsen består af lange stive hår, der dækker en kort, ulden underpels, der kommer frem om efteråret og fældes om foråret. Denne uldne underpels er hos mange racer af tamfår udviklet til langhåret uld, hvor samtidig dækhårene er søgt bortselekteret. Denne uld dækker kroppen (hos nogle få racer også ansigt og ben) og anvendes i tekstiler.

## Horn
Hos vilde får har både hanner og hunner horn, mens det varierer hos tamfår. En vædders horn kan blive meget store, hos tykhornsfår kan de veje op til 14 kg, lige så meget som vægten af resten af kroppens knogler til sammen. Vædderne bruger deres horn i kampe mod hinanden for at tiltvinge sig dominans og retten til at parre sig med hunnerne. Normalt sårer de ikke hinanden, for de støder kun hovederne sammen og rammer ikke hinanden på kroppen. De er også beskyttet af en meget tyk hud og et dobbeltlaget kranie.

## Arter og underarter
Fem eller seks arter og talrige underarter anerkendes, selv om nogle underater er blevet betragtet som selvstændige arter. De vigtigste ses her:
|  | Ovis ammon            | Argalifår    |
|  | Ovis aries aries      | Tamfår       |
|  | Ovis aries orientalis | Muflon       |
|  | Ovis vignei           | Urial        |
|  | Ovis canadensis       | Tykhornsfår  |
|  | Ovis dalli            | Tyndhornsfår |
|  | Ovis nivicola         | Snefår       |